# Larajasse
Larajasse és un municipi francès situat al departament del Roine i a la regió d'Alvèrnia-Roine-Alps. L'any 2007 tenia 1.674 habitants.

## Demografia

### Població
El 2007 la població de fet de Larajasse era de 1.674 persones. Hi havia 618 famílies de les quals 160 eren unipersonals (80 homes vivint sols i 80 dones vivint soles), 189 parelles sense fills, 245 parelles amb fills i 24 famílies monoparentals amb fills.
La població ha evolucionat segons el següent gràfic:
Habitants censats

### Habitatges
El 2007 hi havia 790 habitatges, 640 eren l'habitatge principal de la família, 89 eren segones residències i 61 estaven desocupats. 697 eren cases i 88 eren apartaments. Dels 640 habitatges principals, 482 estaven ocupats pels seus propietaris, 147 estaven llogats i ocupats pels llogaters i 12 estaven cedits a títol gratuït; 4 tenien una cambra, 35 en tenien dues, 106 en tenien tres, 170 en tenien quatre i 325 en tenien cinc o més. 497 habitatges disposaven pel capbaix d'una plaça de pàrquing. A 269 habitatges hi havia un automòbil i a 333 n'hi havia dos o més.

### Piràmide de població
La piràmide de població per edats i sexe el 2009 era:
| Homes | Edats   | Dones |
| ----- | ------- | ----- |
| 0     | 95 o +  | 0     |
| 0     | 90 a 94 | 8     |
| 12    | 85 a 89 | 0     |
| 12    | 80 a 84 | 12    |
| 28    | 75 a 79 | 48    |
| 28    | 70 a 74 | 36    |
| 44    | 65 a 69 | 20    |
| 56    | 60 a 64 | 44    |
| 16    | 55 a 59 | 40    |
| 28    | 50 a 54 | 40    |
| 56    | 45 a 49 | 36    |
| 76    | 40 a 44 | 68    |
| 64    | 35 a 39 | 60    |
| 72    | 30 a 34 | 48    |
| 28    | 25 a 29 | 36    |
| 32    | 20 a 24 | 20    |
| 56    | 15 a 19 | 48    |
| 64    | 10 a 14 | 44    |
| 52    | 5 a 9   | 56    |
| 48    | 0 a 4   | 32    |

## Economia
El 2007 la població en edat de treballar era de 1.034 persones, 802 eren actives i 232 eren inactives. De les 802 persones actives 767 estaven ocupades (450 homes i 317 dones) i 35 estaven aturades (17 homes i 18 dones). De les 232 persones inactives 79 estaven jubilades, 80 estaven estudiant i 73 estaven classificades com a «altres inactius».

### Ingressos
El 2009 a Larajasse hi havia 662 unitats fiscals que integraven 1.764,5 persones, la mediana anual d'ingressos fiscals per persona era de 16.504 €.

### Activitats econòmiques
Dels 57 establiments que hi havia el 2007, 1 era d'una empresa alimentària, 1 d'una empresa de fabricació d'altres productes industrials, 13 d'empreses de construcció, 13 d'empreses de comerç i reparació d'automòbils, 3 d'empreses de transport, 6 d'empreses d'hostatgeria i restauració, 1 d'una empresa d'informació i comunicació, 3 d'empreses immobiliàries, 6 d'empreses de serveis, 4 d'entitats de l'administració pública i 6 d'empreses classificades com a «altres activitats de serveis».
Dels 16 establiments de servei als particulars que hi havia el 2009, 1 era una oficina de correu, 2 tallers de reparació d'automòbils i de material agrícola, 3 paletes, 1 guixaire pintor, 4 fusteries, 1 perruqueria i 4 restaurants.
Els 2 establiments comercials que hi havia el 2009 eren botiges de menys de 120 m².
L'any 2000 a Larajasse hi havia 126 explotacions agrícoles que ocupaven un total de 2.522 hectàrees.

## Equipaments sanitaris i escolars
El 2009 hi havia 2 escoles elementals.

## Poblacions més properes
El següent diagrama mostra les poblacions més properes.